# Samoyiki
Samoyiki (bengaliska: সাময়িকী) är en bengalisk nättidning från Norge. Samoyiki lanserades i januari 2014. Tidningen har alltid haft som mål att publicera nyheter från världen, främst med fokus på incidentnyheter från Bangladesh och Västbengalens politik, samhälle, kultur och debatt på bengali. Det är en oberoende, partipolitiskt obunden och ideell publiceringsplattform.

## Redaktörer
- Arifur Rahman (ur 2014 åt 2020)
- Violet Haldar (ur 2021 åt 2023)
- Foysal Kabir (ur 2023)